# Good Evening Manchester
Good Evening Manchester var ett rockband från Åland verksamt mellan åren 1985 till 1994. Bandet bestod ursprungligen av Patrik Dahlblom (gitarr och sång), Anders Korpi (gitarr och sång), Pekka Oinonen (trummor) och Hanski Ramström (elbas). Från 1986 spelade Niklas Dahlblom trummor i bandet. 1986 utkom bandets första skiva, Man, på vinyl. Texterna var på svenska och skivan bestod av fem låtar. På de senare skivorna var texterna på engelska.
Den första skivan, som var första pris i en talangtävling, spelades in i Järvelä utanför Lahtis. Inspelningstekniker och producent var Ari Vaahtera. Hans intresse för bandets musik kom att betyda mycket för bandets sound och han producerade också den följande skivan som gavs ut på CBS. Inför nästa skiva bytte bandet skivbolag till EMI. Skiva nummer tre producerade bandet tillsammans med Pertti Nieminen, känd under artistnamnet Neumann. Bandets sista skiva kom att bli Diana som igen producerades av Ari Vaahtera.
1990 ersattes Anders Korpi av sångaren Ciàran O'Reilly och inför inspelningen av album nummer tre 1991 tillkom gitarristen och sångaren Peter Hägerstrand.
Efter bandet har Korpi arbetat inom musikbranschen i Sverige (Universal Music), Hägerstrand har arbetat mycket med musik för tv- och film, medan Patrik Dahlblom bl.a. arbetat som journalist på Åland och i Sverige. Dahlblom hjälpte även till med texterna på Moneybrothers platta Pengabrorsan.

## Diskografi
- 1986 – Man (Kustrock Records)
- 1988 – Learning to Sing (CBS)
- 1991 – Good Evening Manchester (Parlophone/EMI)
- 1993 – Diana (Parlophone/EMI)